# Ba N'Daou
Ba N'Daou o Bah N'Daw (San, Mali; 23 de agosto de 1950) es un exmilitar y político maliense. Desde el 25 de septiembre de 2020 al 25 de mayo de  2021 fue presidente interino de facto de Mali. Fue ministro de defensa de Malí de 2014 a 2015.

## Biografía
Nació en San, en la región de Segú. Se incorporó como voluntario en el ejército el 1 de junio de 1973. Un año después fue elegido para participar en un curso de pilotos de helicópteros en la Unión Soviética. Forma parte de la 7.ª promoción (1976-1978) de la Escuela militar EMIA de Kulikoró. Al finalizar sus estudios se incorpora al nuevo Ejército del Aire. También realizó estudios como militar superior en Francia y en la Escuela de Guerra CID en 1994.

### Trayectoria militar
Ndaw fue ayudante de campo del presidente de Mali, Moussa Traoré, jefe del estado mayor del Ejército del Aire, jefe del estado mayor adjunto de la Guardia Nacional, entre otros cargos. A partir de 2008 ya con el rango de coronel-mayor fue director de la Oficina nacional de antiguos combatientes militares retirados y víctimas de guerra (ONAC). Era oficial de la Orden Nacional de Malí (Por ser presidente fue Gran Maestre)[cita requerida] y fue condecorado con la medalla del mérito militar y la del Mérito Nacional.

### Ministro de Defensa
Dejó el ejército en 2014 con el grado de coronel mayor. Poco después fue nombrado ministro de Defensa y Veteranos bajo la presidencia de Keïta tras la dimisión de Soumeylou Boubèye Maïga como ministro de Defensa el 28 de mayo de 2014 a causa de las derrotas sufridas por el ejército de Malí frente a los grupos tuareg en el levantamiento en el Azawad. Dimitió pocos meses después, en enero de 2015 tras negarse a la incorporación a las Fuerzas Armadas de los milicianos del Movimiento Nacional para la Liberación del Azawad (MNLA) y discrepar de los términos establecidos en el acuerdo de paz firmado en Argelia con los tuaregs del MNLA después de que los yihadistas reforzaran sus posiciones en la zona luchando contra el movimiento independentista.

### Presidente de Mali
Tras el golpe de Estado de agosto de 2020 y el establecimiento de una junta militar, el 21 de septiembre —un día antes de que terminar el plazo dado por la CEDEAO— fue nombrado presidente interino de Mali por un comité designado por esta Junta militar en el poder. En el comité están representados el Comité Nacional para la Salvación del Pueblo (CNSP, que dio el golpe), así como el principal movimiento opositor M5-RFP y representantes civiles y políticos, según anunció la televisión nacional del país ORTM. El coronel Assimi Goita fue a su vez nombrado vicepresidente del país. Fue el propio Goita quien dio la noticia de los nombramientos.
Tomaron posesión de como presidente y vicepresidente del país el 25 de septiembre en una ceremonia celebrada en Bamako. Asumirán el puesto por un periodo no superior a 18 meses.
El 24 de mayo de 2021, N'Daou y Ouane fueron detenidos por el ejército y llevados a la base militar de Kati, cerca de la capital Bamako. Al día siguiente, el Secretario general de las Naciones Unidas António Guterres hizo un llamado a su liberación. El 26 de mayo, N'Daou anunció su renuncia.
Ba N'Daou habla francés, inglés y ruso.